# Magda Spiegel
Pour les articles homonymes, voir Spiegel.
Magda Spiegel (1887-1944), est une contralto allemande, membre de l'opéra de Francfort.

## Biographie
Originaire de Prague, elle fait ses débuts à l'âge de 19 ans au Nouveau Théâtre allemand dans sa ville natale. Après avoir joué à Ostrava et Düsseldorf, elle obtient un contrat avec l'opéra de Francfort à partir de 1917, où elle joue majoritairement du Richard Wagner. En 1912, elle joue dans la première mondiale de Der ferne Klang, un opéra de Franz Schreker, aux côtés de Richard Breitenfeld. Elle est considérée par Theodor W. Adorno comme la plus importante chanteuse de langue allemande de l'époque pour son interprétation d'Eboli dans Don Carlos.
En 1935, elle est licenciée du fait de son origine juive et de la promulgation des lois de Nuremberg. En 1936, elle s'installe dans la Holzhausenstraße mais doit quitter son appartement réquisitionné pour une famille « aryenne ».
Elle meurt à Auschwitz en 1944, après avoir été déportée à Theresienstadt en premier lieu.